# Glu (XMPP-Client)
glu ist ein XMPP-Client für Windows. Die Entwicklung, zunächst unter dem Namen Xeus, ist mittlerweile eingestellt worden.

## Unterstützte Betriebssysteme
Das Programm macht Gebrauch von den WPF-Bibliotheken und setzt daher das .Net-Framework 3.0 oder höher voraus. Dieses wird von Windows ab Version 5.1 (Windows XP) unterstützt.

## Funktionen
glu unterstützt neben der Kommunikation über XMPP und XMPP-Transporte unter anderem diese Funktionen:
- Anzeige von Benutzeravataren in der Kontaktliste
- Mehrbenutzer-Chat
- einen durchsuchbaren Nachrichtenverlauf
- automatisches Aussortieren von Spamnachrichten anhand frei definierbarer Filter